# Jetsun Pema (Tibet)
Pour les articles homonymes, voir Jetsun Pema.
Jetsun Pema, (tibétain : རྗེ་བཙུན་པདྨ་, Wylie : rje btsun padma) née le 7 juillet 1940 à Lhassa au Tibet, est la sœur cadette du Tenzin Gyatso, le 14e dalaï-lama. Contrainte à l'exil, elle poursuivit ses études en Inde. Elle fut directrice des villages d'enfants tibétains et première femme ministre élue du gouvernement tibétain en exil.

## Biographie
Après la mort de Tsering Dolma, sa sœur aînée, en 1964, elle poursuit la tâche de cette dernière qui s'était consacrée aux orphelins tibétains. Depuis cette date, elle a consacré sa vie aux enfants tibétains orphelins et réfugiés, à leur éducation. Elle a présidé l'association du Tibetan Children's Villages basée à Dharamsala dans le nord de l'Inde depuis juin 1964, jusqu'en août 2006, date à laquelle elle a pris sa retraite. En 1995, l’assemblée tibétaine en exil l’a couronnée « Mère du Tibet ». 
Elle a dirigé la 3e mission d'enquête au Tibet en 1980.
Première femme ministre élue du gouvernement tibétain en exil, elle a assuré les fonctions de ministre de l'éducation et de la santé entre mai 1990 et juillet 1991 (8e Kashag), et de l'éducation d'août 1991 à juillet 1993 (9e et 10e Kashag).
Jetsun Pema est aussi la présidente de l'Association nationale de football tibétaine.
En 2009, avec le gouvernement tibétain en exil, Jetsun Pema a fondé la première université tibétaine en exil à Bangalore, en Inde, l'Institut d'études supérieures du dalaï-lama. Les objectifs de cette université sont d'enseigner la langue et la culture tibétaine, mais aussi la science, les arts, le conseil et les technologies de l'information aux étudiants tibétains en exil,,.
Elle a été candidate à l'élection primaire du Premier ministre du gouvernement tibétain en exil de 2011.
Elle apparaît dans les films Sept ans au Tibet, réalisé par Jean-Jacques Annaud, en 1997, où elle joue de le rôle de Gyalyum Chenmo, sa mère et Women of Tibet: Gyalyum Chemo – The Great Mother un documentaire consacré à Gyalyum Chenmo produit par Rosemary Rawcliffe en 2006.
En 1984, son mari, Lhundup Gyalpo meurt. Elle se remarie en 1986 à Tempa Tsering.

## Publications
- Tibet : mon histoire, de Jetsun Pema et Gilles Van Grasdorff, Ramsay, 1996,  (ISBN 2-84114-136-5)
- Pour que refleurisse le monde, de Jetsun Pema et Irène Frain, 2002, Ed Presse de la Renaissance,  (ISBN 978-2-85616-835-6)
- Enfants du Tibet : De cœur à cœur avec Jetsun Pema et Sœur Emmanuelle de Sofia Stril-Rever, Matthieu Ricard (Photographies), Sœur Emmanuelle (Préface), Editeur Desclée de Brouwer, 2000,  (ISBN 2-220-04810-1)

## Distinctions
- 1991 : Médaille Hermann Gmeiner
- 1999 : Médaille de l'UNESCO
- 2000 : Prix international Montessori pour l'éducation et la paix, Italie
- 2002 : Women of Courage Award, Italie
- 2006 : World's Children's Prize for the Rights of the Child (en), Suède
- 2008 : Bharat Jyoti Award, Inde
- 2008 : Citoyenneté honoraire à Thiene, Italie